# سوتشاتا تشوانغسري
سوتشاتا تشوانغسري (بالتايلاندية: สุชาตา ช่วงศรี؛ من مواليد 20 سبتمبر 2003)، والمعروفة أيضًا بلقبها المحلي "أوبال" (بالتايلاندية: โอปอล)، هي حاملة لقب ملكة جمال من تايلاند، تُوّجت بلقب ملكة جمال العالم 2025، لتُصبح بذلك أول امرأة تايلاندية تفوز بهذا اللقب.
سبق لسوتشاتا أن تُوّجت بلقب ملكة جمال الكون تايلاند 2024، ومثّلت بلادها في مسابقة ملكة جمال الكون 2024، حيث حلّت في المركز الرابع (الوصيفة الثالثة).

## النشأة والتعليم
وُلدت سوتشاتا في 20 سبتمبر 2003 في محافظة بوكيت التايلاندية، لوالديها ثانيت دونكامنيرد وسوباترا تشوانغسري. تدير عائلتها عملاً تجاريًا خاصًا في منطقة تالانغ التابعة لمحافظة بوكيت.
أكملت سوتشاتا تعليمها الابتدائي والمتوسط في مدرسة كاجونكيتسوكسا، ثم تابعت دراستها الثانوية العليا في مدرسة تريام أودوم سوكسا، حيث تخصّصت في اللغة الصينية ضمن المسار الأدبي.
قبل تتويجها بلقب ملكة جمال الكون تايلاند، كانت سوتشاتا تتابع دراستها لنيل درجة البكالوريوس في العلوم السياسية والعلاقات الدولية في كلية العلوم السياسية بجامعة ثاماسات.

## روابط خارجية
- سوتشاتا تشوانغسري في قاعدة بيانات الأفلام على الإنترنت
- سوتشاتا تشوانغسري على إنستغرام